# FAI装甲車
FAI装甲車はソビエト連邦の軽装甲車である。FAI（ФАИ）はフォード・A・イジョルスキーを意味する。

## 開発の背景
1920年代後半、労農赤軍はBA-27などの中型装甲車とは別にD-8、D-12などの偵察用軽型装甲車を運用していた。しかしD-8やD-12は軍用装甲車としてはあまりにも鈍足かつ貧弱な防御力、そして非旋回式の武装であり、近代化が必要な事は明らかであった。
そこでソ連初の本格的な近代的軽装甲車として各種装甲車の開発を担っていたレニングラードのイジョルスキー制作所が1932年から開発に着手したのがFAIである。

## 開発
FAIは、アメリカのフォード・モデル・A 4輪トラックをゴーリキー自動車工場（GAZ）が国産化したGAZ-Aトラックをベースに開発が始まった。
当初から360°旋回の機銃砲塔と量産性を重視したデザインを企図していた。年内に試作車両が完成、試験でも優秀な結果を出し、早くも量産体制に入る。

## 性能
開発の発端となったD-8の性能に比べて段違いの運動性能や量産性を誇った事で、FAIはソ連における量産型装甲車のモデルの一つとなった。攻撃面では全周旋回の武装を有した。防御面では6mm装甲を有し、リベット接合ではなく電気溶接で組み合わせたことでシンプルなデザインを保った。また、2tの軽量な車体によって時速80km/hという高い運動性能を誇った。
ただし、欠点として無線通信機器が搭載されていなかった。

## 実戦運用
FAIは、1920年代後半から1930年代中期までに開発された他の装甲車と共に、スペイン内戦で初陣を迎える。
その後、ノモンハン事件、ポーランド侵攻、冬戦争、独ソ戦と1930年代後半のソ連の主だった戦争・紛争に一通り参加する。これらの戦いにおいて中型装甲車はBA-I、BA-6、BA-10などいくつかの型式があったのと異なり、軽型装甲車としてはFAIが、後続車両であるBA-20出現までほぼ唯一まとまった数のある型式であった。
ノモンハン事件においてはBA-10などの新鋭の中型装甲車であっても日本軍の戦車砲はおろか、7.7mm重機関銃にも耐えることが出来ず、軽装甲車であるFAIも同様であった。
独ソ戦においてFAIはドイツ国防軍に鹵獲されて使用された他、ワルシャワ蜂起の際にポーランド国内軍がFAIを運用した記録がある。
労農赤軍による運用は1943年までとなっている。

## 改良型
1938年からFAIは改良が行われ、FAI-Mが開発された。これはエンジンをGAZ-M1 直列4気筒液冷ガソリンに換装したことで出力が50hp（もしくは60hp）に上昇、最高時速が90km、行動距離が315kmまで引き上げられた。また武装そのものに変化はないが、機銃砲塔をT-28と共用にし、車高が少し伸びた（4.31m）一方でデザインを簡略化した事で量産性を高めた。
しかし、この頃になると軽装甲車の後続車両に当たるBA-20が開発され、FAI-Mは67台の生産に留まっている。BA-20はFAI-Mの流れを汲む車両として数千台の大量生産が行われた。
その他に鉄道型のFAI-ZhDが少数生産されている。これは車輪を鉄輪に換装したもので、装甲列車の偵察部隊に運用された。